# Armageddon Time
Pour les articles homonymes, voir Armageddon (homonymie).
Pour plus de détails, voir Fiche technique et Distribution.
Armageddon Time ou Le temps de l'Armageddon au Québec est un drame américain réalisé par James Gray, sorti en 2022.
Le film est présenté en avant-première en compétition officielle au festival de Cannes 2022.
Comme pour Roma d'Alfonso Cuaron, Belfast de Kenneth Branagh ou Licorice Pizza de Paul Thomas Anderson, James Gray s'inspire de sa propre jeunesse,.

## Synopsis
Au début des années 1980, le jeune Paul Graff mène une enfance paisible dans le Queens, à New York. Avec Jonathan « Johnny » Davis, un camarade de classe noir redoublant turbulent, ils font les 400 coups dans leur collège. Paul pense être protégé par sa mère Esther (Anne Hathaway), présidente du conseil des parents d'élèves, et par son grand-père Aaron Rabinowitz (Anthony Hopkins) dont il est très proche. Mais après avoir fumé du cannabis dans les toilettes du collège en compagnie de Johnny, il est envoyé par ses parents dans une école privée : la Kew-Forest School (en). L'établissement est en partie administré par Fred Trump (John Diehl), père du futur président des États-Unis Donald Trump.

## Fiche technique
Sauf indication contraire, les informations mentionnées dans cette section peuvent être confirmées par la base de données cinématographiques IMDb,  présente dans la section « Liens externes ».
- Titre original : Armageddon Time
- Réalisation et scénario : James Gray
- Assistants réalisateurs : 1) Doug Torres / 2) Cary Lee
- Musique : Christopher Spelman, dirigée par David Shipps
- Thème musical inspiré de l'air de Barbarina des Noces de Figaro de Mozart
- Direction artistique : Marc Benacerraf
- Décors : Happy Massee
- Costumes : Madeline Weeks
- Photographie : Darius Khondji
- Son : David J. Schwartz
- Montage : Scott Morris
- Casting : Douglas Aibel
- Production : James Gray, Anthony Katagas, Rodrigo Teixeira, et Alan Terpins
- Production déléguée : Marc Butan, Rodrigo Gutierrez, Alex Hughes, Riccardo Maddalosso, Lourenço Sant'Anna et Doug Torres
- Sociétés de production : RT Features ; Keep Your Head et MadRiver Pictures (coproductions) ; Spacemaker Productions (production associée)
- Sociétés de distribution : 
  -  États-Unis : Focus Features
  -  France : U.P.I.
- Budget : 15 000 000 $[3]
- Pays de production :  États-Unis,  Brésil
- Langue originale : anglais
- Format : couleur
- Genre : drame
- Durée : 115 minutes
- Dates de sortie :
  - France : 26 mai 2022 (Festival de Cannes) ; 9 novembre 2022 (sortie nationale)
  - États-Unis : 28 octobre 2022
  - Québec : 4 novembre 2022[4]

## Distribution
Sauf indication contraire, les informations mentionnées dans cette section peuvent être confirmées par la base de données cinématographiques IMDb,  présente dans la section « Liens externes ».
- Michael Banks Repeta (VF : Sadio Diallo ; VQ : Noé Henri Rouillard) : Paul Graff, adolescent en 6e
- Anne Hathaway (VF : Suliane Brahim ; VQ : Geneviève Désilets) : Esther Graff, mère de Paul
- Jeremy Strong (VF : Félicien Juttner ; VQ : Philippe Martin) : Irving Graff, mari d'Esther, père de Paul
- Anthony Hopkins (VF : Jean-Pierre Moulin ; VQ : Jean-Marie Moncelet) : Aaron Rabinowitz, père d'Esther, grand-père de Paul
- Jaylin Webb (VF : Durel Nkounkou ; VQ : Lorik Saxena) : Jonathan « Johnny » Davis, camarade de classe et ami de Paul, redoublant
- Ryan Sell (VF : Max Baissette de Malglaive ; VQ : Philippe Vanasse-Paquet): Ted Graff, frère aîné de Paul, fils d'Esther et d'Irving
- Tovah Feldshuh (VF : Nita Klein ; VQ : Marie-Andrée Corneille) : Mickey Rabinowitz, épouse d'Aaron, mère d'Esther, grand-mère de Paul et de Ted
- Marcia Haufrecht (VF : Liliane Rovère ; VQ : Anne Caron) : Tante Ruth
- Teddy Coluca (VF : Daniel Kenigsberg) : Oncle Louis
- Dane West : Topper Lowell
- Landon James Forlenza : Chad Eastman
- Andrew Polk (VF : Bruno Abraham-Kremer ; VQ : Yves Soutière) : M. Turkeltaub « toquard »
- Richard Bekins (VF : Sylvain Moreau) : Fitzroy, le directeur de l'école
- Jacob MacKinnon (VF : Guillaume Marquet) : Edgar Romanelli
- Domenick Lombardozzi (VF : Simon Volodine) : le sergent D'Arienzo
- John Diehl (VF : Christian Gonon) : Fred Trump
- Jessica Chastain (VF : Aurélia Petit) : Maryanne Trump Barry
- Marcia Jean Kurtz (VF : Frédérique Cantrel) : la guide
- Lauren Sharpe : Mme Moustakas
- Griffin Wallace Henkel : George Madison

- Version française
  - Studio de doublage : Deluxe Media Paris
  - Direction artistique : Hervé Icovic
  - Adaptation : Isabelle Audinot

Source : carton de doublage du générique de fin.
- Version québécoise
  - Studio de doublage : Difuze
  - Direction artistique : Christine Séguin
  - Adaptation : Christine Séguin et Bahia Kennedy

Source : Fiche du film sur Doublage Québec.

## Production

### Développement
En mai 2019, il est annoncé que James Gray va écrire et réaliser un film intitulé Armageddon Time, inspiré de sa propre jeunesse dans le Queens, à New York.
Cate Blanchett est annoncée en mai 2020. James Gray précise qu'elle ne sera présente que pour trois jours de tournage. En juin de la même année, la distribution s'étoffe avec les arrivées de Robert De Niro, Oscar Isaac, Donald Sutherland et Anne Hathaway. Le tournage doit alors débuter à New York où les effets de pandémie de Covid-19 sont alors moins présents.

### Tournage
Le tournage débute finalement en octobre 2021 dans le New Jersey,. En octobre 2021, la présence d'Anthony Hopkins et Jeremy Strong est confirmée, aux côtés des nouveaux venus Banks Repeta, Jaylin Webb et Ryan Sell. Cate Blanchett, Robert De Niro, Oscar Isaac et Donald Sutherland ne font finalement plus partie du projet. Les prises de vues s'achèvent en décembre 2021.
En mai 2022, on apprend qu'initialement prévu pour Cate Blanchett, le rôle de Maryanne Trump est attribué à Jessica Chastain.

## Accueil

### Critique
Dans le monde anglo-saxon, le site Rotten Tomatoes donne une note de 75 % pour 196 critiques. Le site Metacritic donne une note de 74⁄100, pour 53 critiques.
En France, le site Allociné propose une moyenne de 4,4⁄5, après avoir recensé 37 critiques de presse.
Pour CinemaTeaser, Aurélien Allin dit ceci : « James Gray revient sur deux mois fondateurs de son enfance. Après la transcendance de Ad Astra, l'appel à lutter contre l'injustice. Hanté et bouleversant. »
Stéphanie Belpêche pour Le Journal du dimanche dit qu'outre « le commentaire social et politique d'un pays déjà rongé à l'époque par le racisme et l'antisémitisme, on est bouleversé par ce drame intimiste qui trouve sa puissance dans sa simplicité, par la mise en scène élégante, intelligente et subtile, sans oublier la photographie magistrale de Darius Khondji. ».
Pour la critique du site aVoir-aLire, « Voilà donc le film le plus sincère et abouti de James Gray. Le réalisateur invite son spectateur avec une histoire a priori simple à penser la tolérance et le progrès social ».
Pour le site Écran Large, « Loin d'être mineur dans la carrière de James Gray, Armageddon Time est une suite de portraits d'une efficacité dévastatrice, un film-monde dont la limpidité cache ses multiples niveaux de lecture. Bouleversant. ».
Mathieu Macheret du Monde dit de ce film qu'il est un « récit de l'enfance revisitant la désillusion des années 1980 à travers l'amitié tuée dans l'œuf de deux camarades de classe, l'un blanc, l'autre noir, s'est parfois vu réduit à son postulat et considéré comme schématique. Or, chez Gray, tout se gagne dans la durée ».
Fabrice Leclerc pour Paris Match dit ceci : « Si le talent de conteur de James Gray fait encore des merveilles, la multiplication des thématiques emmène parfois le film dans des impasses ou des territoires trop balisés, trop attendus. ».
L'Obs apporte trois étoiles sur quatre avec une critique positive du film et surtout des acteurs.

### Box-office
Pour son premier jour d'exploitation en France, Armageddon Time réalise 16 980 entrées dont 3 496 en avant-première. Ce chiffre permet au film de se placer en troisième position des nouveautés au box-office, derrière Couleurs de l'incendie (43 809) et devant Riposte féministe (8 341). Au bout d'une première semaine d'exploitation, le film totalise 155 547 entrées pour une cinquième place au box-office, derrière Simone, le voyage du siècle (200 829) et devant Black Adam (151 174). En semaine 2, le long-métrage se positionne en huitième position pour 93 090 entrées supplémentaires, derrière Les Amandiers (104 057) et devant Novembre (89 449). Pour sa troisième semaine d'exploitation en France, le long-métrage se positionne neuvième du classement du box-office avec 60 612 entrées, derrière Les Femmes du square (66 258) et devant Novembre (58 451).
| Pays ou région        | Box-office        | Date d'arrêt du box-office | Nombre de semaines |
| --------------------- | ----------------- | -------------------------- | ------------------ |
| États-Unis Canada     | 1 860 050 $       | 24 novembre 2022           | 4                  |
| France                | 396 029 entrées   | 24 janvier 2023            | 11                 |
| Total hors États-Unis | +004 648 124, USD | -                          | -                  |
| Total mondial         | +006 508 174, USD | -                          | -                  |

## Analyse
À propos du titre, Enrique Seknadje écrit sur Culturopoing : « Le récit a lieu en 1980, et cette époque marque un tournant, notamment dans la société américaine (...). Ronald Reagan favorise l'ultralibéralisme et prône la doctrine économique du « laissez-faire ». À un moment, les Graff le regardent à la télévision et l'entendent parler de Sodome et Gomorrhe et du risque d'entrée dans le Temps d'Armageddon. Esther craint qu'avec l'ancien acteur la guerre nucléaire ne devienne une réalité. Reagan lancera en 1983 l'« Initiative de Défense Stratégique » connue sous le nom de « Guerre des étoiles ». Le titre du film vient donc de là, mais désigne également le cataclysme intérieur que vit probablement le jeune Paul au moment de la séparation d'avec Johnny et de sa prise de conscience de l'injustice dont celui-ci est victime. Le cinéaste a d'ailleurs fort judicieusement utilisé un morceau du groupe punk anglais The Clash : Armagideon Time (1979). C'est à l'origine une chanson reggae co-écrite et chantée par le Jamaïcain Willie Williams (1979)  ».

## Distinctions

### Sélections
- Festival de Cannes 2022 : sélection officielle, en compétition
- Festival de Deauville 2022 : hors compétition